# AS Salé
Association Sportive de Salé, in Marokko unter der Abkürzung ASS bekannt, ist ein marokkanischer Fußballverein aus Salé.
Der 1928 gegründete Verein spielt derzeit in der ersten marokkanischen Liga, der GNF 1. Der Ortsrivale Sporting Salé wurde dem Verein eingegliedert.

## Erfolge
- Marokkanischer Zweitligameister: 2008
- Marokkanischer Zweitligavizemeister: 2013